# Mbo Mpenza
Mbo Jèrôme Mpenza (Kinsasa, Zaire, 4 de diciembre de 1976) es un exfutbolista belga de origen congoleño, que jugaba como delantero centro.

## Trayectoria
Su club de debut fue el Standard Liège y su club de retiro el RSC Anderlecht, ambos de la liga belga. Jugó 56 partidos internacionales y es hermano del también jugador de fútbol Émile Mpenza. Se retiró en enero de 2009, a la temprana edad de 32 años.